# Campionato del mondo rally 2020

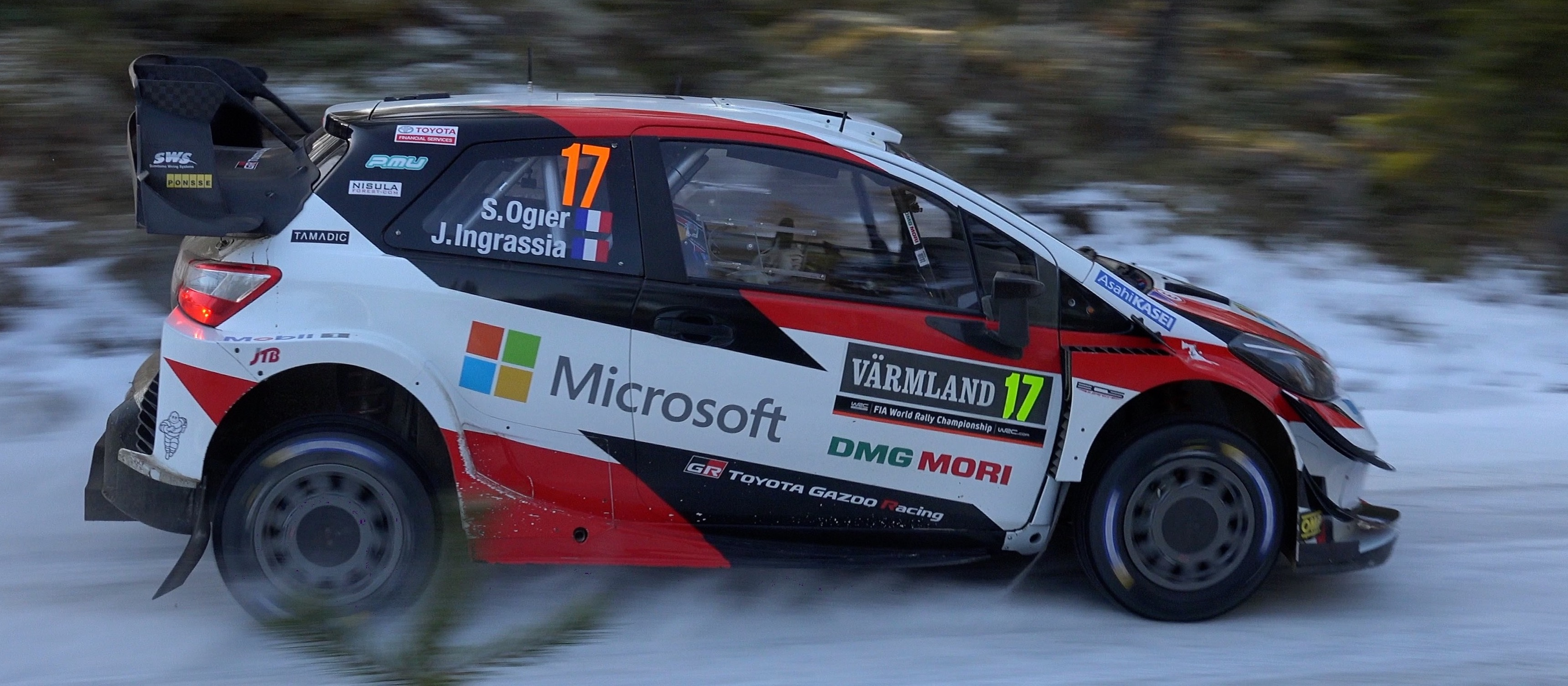
I campioni del mondo 2020 Sébastien Ogier e Julien Ingrassia sulla Toyota Yaris WRC, qui durante il Rally di Svezia

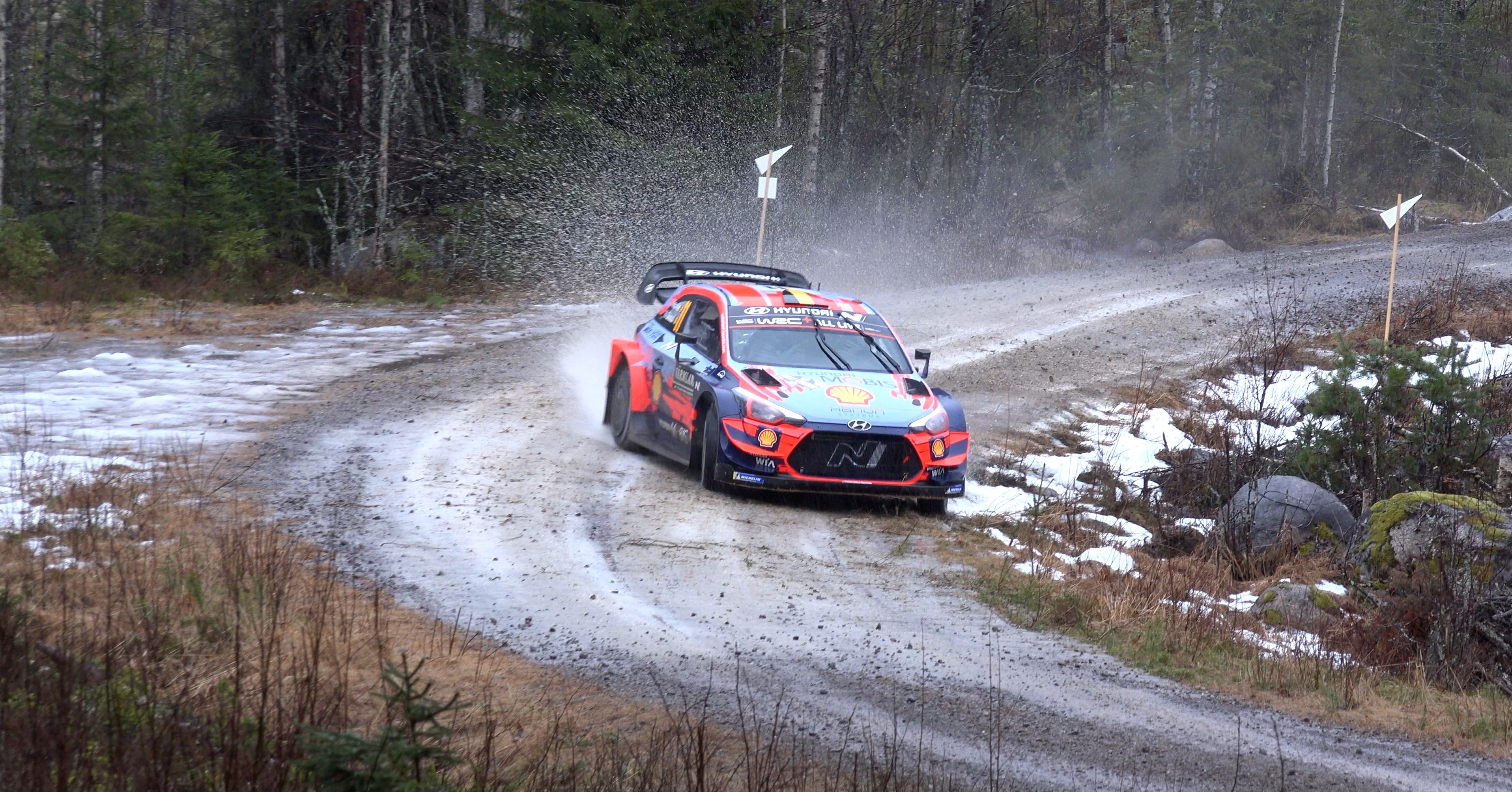
Ott Tänak e Martin Järveoja sulla Hyundai i20 Coupe WRC del team ufficiale Hyundai Motorsport, vincitore del titolo mondiale costruttori 2020, il secondo consecutivo per la scuderia sudcoreana

Il campionato del mondo rally 2020 è stata la 48ª edizione del campionato del mondo rally e si è svolta dal 22 gennaio al 6 dicembre 2020.
Le squadre e gli equipaggi avrebbero dovuto gareggiare in tredici eventi, tuttavia il calendario previsto è stato pesantemente condizionato dalla pandemia del Coronavirus, diffusasi in tutto il mondo dall'inizio di marzo, portando all'annullamento e/o al rinvio di più eventi. Come nelle precedenti stagioni, verranno assegnati i titoli iridati piloti, copiloti e costruttori. Gli equipaggi competerono in auto conformi ai regolamenti World Rally Car e Gruppo R. La serie era ancora una volta supportata dai campionati World Rally Championship-2, che nella precedente stagione si chiamava World Rally Championship-2 Pro, dal World Rally Championship-3, nel 2019 denominata World Rally Championship-2, e dal Junior World Rally Championship a turni selezionati.
Parteciparono al campionato tre dei quattro team che si erano contesi il titolo nel 2019, ovvero M-Sport con la Ford Fiesta WRC, Toyota con la Yaris WRC, la cui gestione venne sempre affidata alla squadra Toyota Gazoo Racing, e Hyundai con la i20 Coupe WRC; alla partenza non fu presente la Citroën che alla fine della passata stagione annunciò il ritiro delle competizioni. Gli estoni Ott Tänak e Martin Järveoja erano i campioni in carica dopo aver conquistato il loro primo titolo in carriera nella passata stagione al Rally di Catalogna, ultima gara dell'anno; Hyundai Motorsport era invece il campione uscente nei costruttori. Per la prima volta dal 2005 non fu quindi un francese a difendere il titolo dopo il dominio di Sébastien Loeb e Sébastien Ogier, vincitori di quindici titoli consecutivi dal 2004 al 2018. 
I titoli piloti e copiloti 2020 sono stati vinti dai francesi Sébastien Ogier e Julien Ingrassia alla guida di una Toyota Yaris WRC del team ufficiale Toyota, al loro settimo alloro iridato dopo i sei conquistati consecutivamente dal 2013 al 2018; Ogier, con i successi ottenuti per Volkswagen, M-Sport e Toyota, eguagliò inoltre Juha Kankkunen, assieme a lui l'unico nella storia del mondiale ad esser stato capace di aggiudicarsi l'ambita corona con tre costruttori diversi (Peugeot, Lancia e Toyota); la conquista matematica è avvenuta proprio alla settima e ultima gara, il Rally di Monza, dove giunsero al primo posto, sopravanzando l'allora leader della classifica, il compagno di scuderia Elfyn Evans, finito fuori dai punti.. L'alloro iridato marche è stato conquistato dalla scuderia sudcoreana Hyundai Motorsport, la quale iscrisse quindi per la seconda volta consecutiva il suo nome nell'albo d'oro costruttori del mondiale rally.
Il campionato WRC-2 è stato vinto dalla coppia norvegese composta da Mads Østberg e Torstein Eriksen alla guida di una Citroën C3 R5 della scuderia francese PH Sport, mentre il titolo costruttori di categoria è andato alla squadra tedesca Toksport WRT. I titoli piloti e copiloti WRC-3 furono invece conquistati dai finlandesi Jari Huttunen e Mikko Lukka su Hyundai i20 R5, mentre gli svedesi Tom Kristensson e Joakim Sjöberg, su Ford Fiesta Rally4, si aggiudicarono il mondiale piloti e copiloti Junior WRC.

## Calendario
Il campionato, con i suoi quattordici appuntamenti, avrebbe dovuto toccare per la prima volta nella sua storia tutti i continenti (fatta l'ovvia eccezione per l'Antartide), con otto gare da disputarsi in Europa, due in America del sud, una in Africa, una in America del nord, una in Asia e una in Oceania.
Il Rally del Cile, la cui seconda edizione avrebbe dovuto svolgersi ad aprile, è stato cancellato dagli organizzatori locali a causa degli eventi di protesta generalizzata che hanno avuto inizio a ottobre del 2019 e che sono ancora in corso..
Il calendario iniziale è stato inoltre pesantemente condizionato dalla pandemia del Coronavirus, diffusasi in tutto il mondo dall'inizio di marzo, portando all'annullamento e/o al rinvio di più eventi. 
| Calendario definitivo | Calendario definitivo                    | Calendario definitivo                  | Calendario definitivo                | Calendario definitivo |
| Tappa                 | Data                                     | Rally                                  | Sede                                 | Superficie            |
| --------------------- | ---------------------------------------- | -------------------------------------- | ------------------------------------ | --------------------- |
| 1                     | 23–26 gennaio                            | 88ème Rallye Automobile de Monte-Carlo | Gap, Alte Alpi, Francia              | Asfalto/neve          |
| 2                     | 13–16 febbraio                           | 69th Rally Sweden                      | Torsby, Värmland, Svezia             | Neve                  |
| 3                     | 12–15 marzo                              | 17º Rally Guanajuato México            | León, Guanajuato, Messico            | Sterrato              |
| 4                     | 4–6 settembre                            | 10. Rally Estonia                      | Tartu, Tartumaa, Estonia             | Sterrato              |
| 5                     | 18–20 settembre                          | 13th Rally Turkey Marmaris             | Marmaris, Regione dell'Egeo, Turchia | Sterrato              |
| 6                     | spostato dal 4–7 giugno all'8–11 ottobre | 17º Rally Italia Sardegna              | Alghero, Sardegna, Italia            | Sterrato              |
| 7                     | 4–6 dicembre                             | ACI Rally Monza                        | Monza, Lombardia, Italia             | Asfalto               |

| Eventi cancellati                 | Eventi cancellati | Eventi cancellati      | Eventi cancellati                                 |
| Rally                             | Superficie        | Data prevista          | note                                              |
| --------------------------------- | ----------------- | ---------------------- | ------------------------------------------------- |
| 40º SpeedAgro Rally Argentina     | Sterrato          | 23–26 aprile           | Rinviato a marzo, cancellato a luglio.            |
| 54º Vodafone Rally de Portugal    | Sterrato          | 21–24 maggio           | Cancellato a fine aprile.                         |
| 68th KCB Safari Rally Kenya       | Sterrato          | 16–19 luglio           | Cancellato a fine aprile.                         |
| 70th Neste Rally Finland          | Sterrato          | 6–9 agosto             | Cancellato a inizio giugno.                       |
| 45th Rally New Zealand            | Sterrato          | 3–6 settembre          | Cancellato a inizio giugno.                       |
| 38. ADAC Rallye Deutschland       | Asfalto           | 15–18 ottobre          | Cancellato a fine agosto.                         |
| 76th Wales Rally GB               | Sterrato          | 29 ottobre–1º novembre | Cancellato a inizio giugno.                       |
| 7th Rally Japan                   | Asfalto           | 19–22 novembre         | Cancellato a metà agosto.                         |
| 56ème Renties Ypres Rally Belgium | Asfalto           | 19–22 novembre         | Inserito a metà agosto, cancellato il 30 ottobre. |

### Cambiamenti nel calendario rispetto alla stagione 2019
Dopo l'annullamento dell'appuntamento cileno, gli organizzatori decisero di mantenere il programma a tredici gare, reintroducendo nel calendario mondiale il Safari Rally, che mancava dal 2002, collocandolo a luglio come settima prova iridata, il rally della Nuova Zelanda, assente dal 2011 e da svolgersi ai primi di settembre come decimo appuntamento dell'anno, e il rally del Giappone, la cui ultima edizione iridata si svolse su terra nel 2010 mentre quest'anno chiuderà il campionato con una gara da disputarsi interamente su asfalto. A far spazio ai tre ritorni saranno il Tour de Corse, il rally di Catalogna e il rally d'Australia.
Altri cambiamenti minori riguardarono l'inversione tra il rally di Turchia e quello di Germania, quest'ultimo traslato dalla sua classica collocazione estiva ad ottobre.

### Cambiamenti principali a campionato in corso

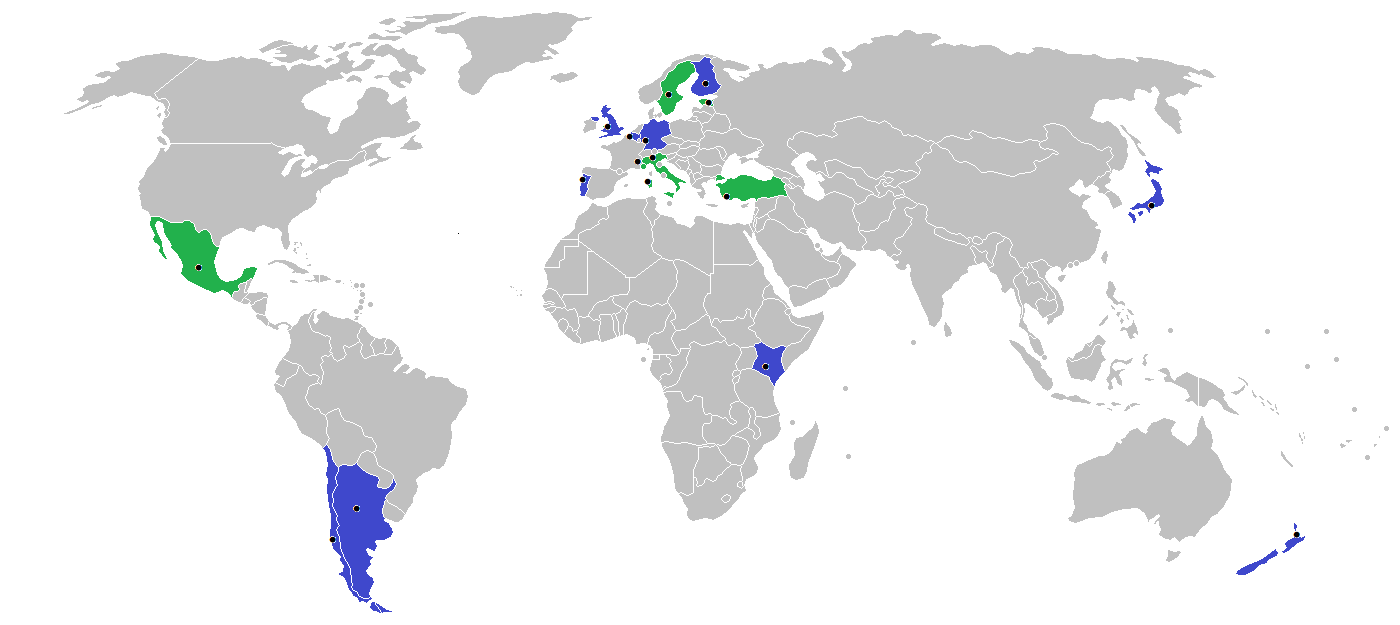
Mappa che illustra le sedi di gara del mondiale 2020. In blu gli appuntamenti che sono stati cancellati per la pandemia del Coronavirus, eccetto il rally del Cile, annullato già prima dell'avvio del campionato

Il rally di Svezia è stato accorciato a causa della scarsità di neve sul percorso, passando a un percorso di 171 km diviso in 11 tappe, rispetto al percorso originale di 301 km in 19 tappe.
L'itinerario del rally del Messico è stato ridotto in corso di svolgimento; sono state infatti cancellate le ultime tre prove speciali, da disputarsi domenica 15 marzo, per via delle restrizioni imposte sui viaggi dovute alla pandemia del Coronavirus e la manifestazione si è pertanto conclusa anticipatamente con la giornata di sabato 14.
Il Rally d'Argentina, in programma dal 23 al 26 aprile e la cui data era già stata anticipata di una settimana rispetto al calendario originario, è stato rinviato sempre a causa della pandemia da Coronavirus. Stessa sorte era toccata al Rally del Portogallo, previsto dal 21 al 24 maggio, prima rinviato e poi definitivamente cancellato dal calendario 2020, e al Rally d'Italia Sardegna, in programma dal 4 al 7 giugno, anch'esso rinviato. Il 15 maggio venne annunciata anche la cancellazione del Safari Rally, inizialmente previsto dal 16 al 19 luglio, mentre il 3 e il 4 giugno rispettivamente sono stati cancellati anche il Rally di Finlandia e il Rally della Nuova Zelanda. Il 9 giugno è stato cancellato ufficialmente anche il Rally di Gran Bretagna.
Il 2 luglio è stato ufficializzato l'aggiornamento del calendario, con l'annullamento definitivo del rally d'Argentina e lo spostamento del rally d'Italia-Sardegna in autunno, da svolgersi nel week-end lasciato libero dal già cancellato appuntamento britannico. La novità più importante sarà invece il debutto del Rally d'Estonia, per la prima volta nel mondiale e da disputarsi come "gara di riapertura", dopo sei mesi di stop, ai primi di settembre. Pochi giorni dopo ferragosto venne rimosso dal calendario anche il Rally del Giappone, sostituito dal Rally di Ypres, gara che si svolge in Belgio sempre su asfalto e anch'esso al debutto nel campionato del mondo; pochi giorni dopo anche il rally di Germania venne annullato, portando a sette il totale degli eventi in programma, mentre il rally di Sardegna venne nuovamente spostato nella prima decade di ottobre. Il 9 ottobre è stato aggiunto al calendario il Rally di Monza, da disputarsi su asfalto dal 4 al 6 dicembre come gara di chiusura del campionato e con prove speciali ricavate prevalentemente all'interno dell'autodromo di Monza e sulle strade ad esso adiacenti. Il 30 ottobre infine è stato definitivamente cancellato il Rally di Ypres, introdotto soltanto dopo ferragosto per sostituire il rally del Giappone, a causa del considerevole aumento dei casi di COVID-19 in Belgio.
La serie Junior WRC era stata invece ridotta da cinque a quattro appuntamenti prima della defezione dell'appuntamento tedesco. A fine settembre la serie è stata riportata a quattro gare inserendo nel programma anche l'Ypres Rally, che avrebbe avuto inoltre un coefficiente di 1,5 nell'assegnazione dei punti per il campionato, ma quest'ultimo è stato annullato il 30 ottobre per cui il suo posto venne preso dal Rally di Monza, ultima gara del campionato.

## Cambiamenti nel regolamento

### Regolamento sportivo
Rispetto alla precedente stagione, nel 2020 vennero apportate alcune modifiche nel regolamento sportivo, di seguito le principali:
- La serie World Rally Championship-2 Pro venne rinominata in World Rally Championship-2, mantenendo lo stesso regolamento del 2019, mentre quella che nel 2019 si chiamava WRC-2 prenderà invece il nome di World Rally Championship-3, ereditandone il regolamento.[2][32]
- Nel caso in cui un equipaggio si ritiri nel corso di un evento e si avvalga della regola del Rally 2 per ripartire il giorno successivo, la penalità comminata sarà indistintamente di 10 minuti per ogni prova speciale o super speciale non disputata.[32]
- Le vetture di classe R5 verranno rinominate Rally2, le R2 verranno chiamate Rally4 e le R1 diventeranno Rally5, in accordo con la nuova nomenclatura decisa dalla FIA.

## Squadre e piloti

### Iscritti WRC

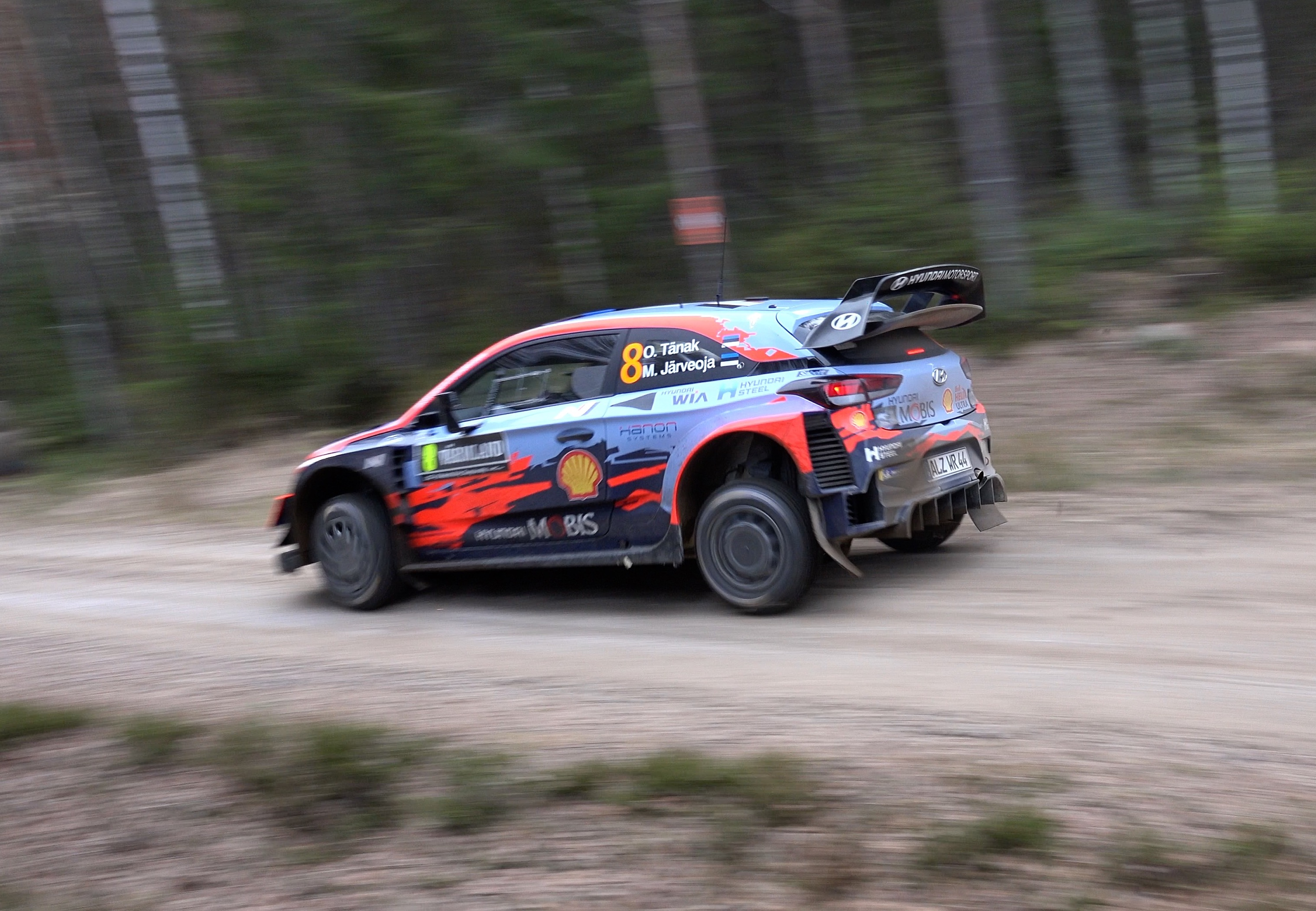
La Hyundai i20 Coupe WRC di Ott Tänak durante il Rally di Svezia

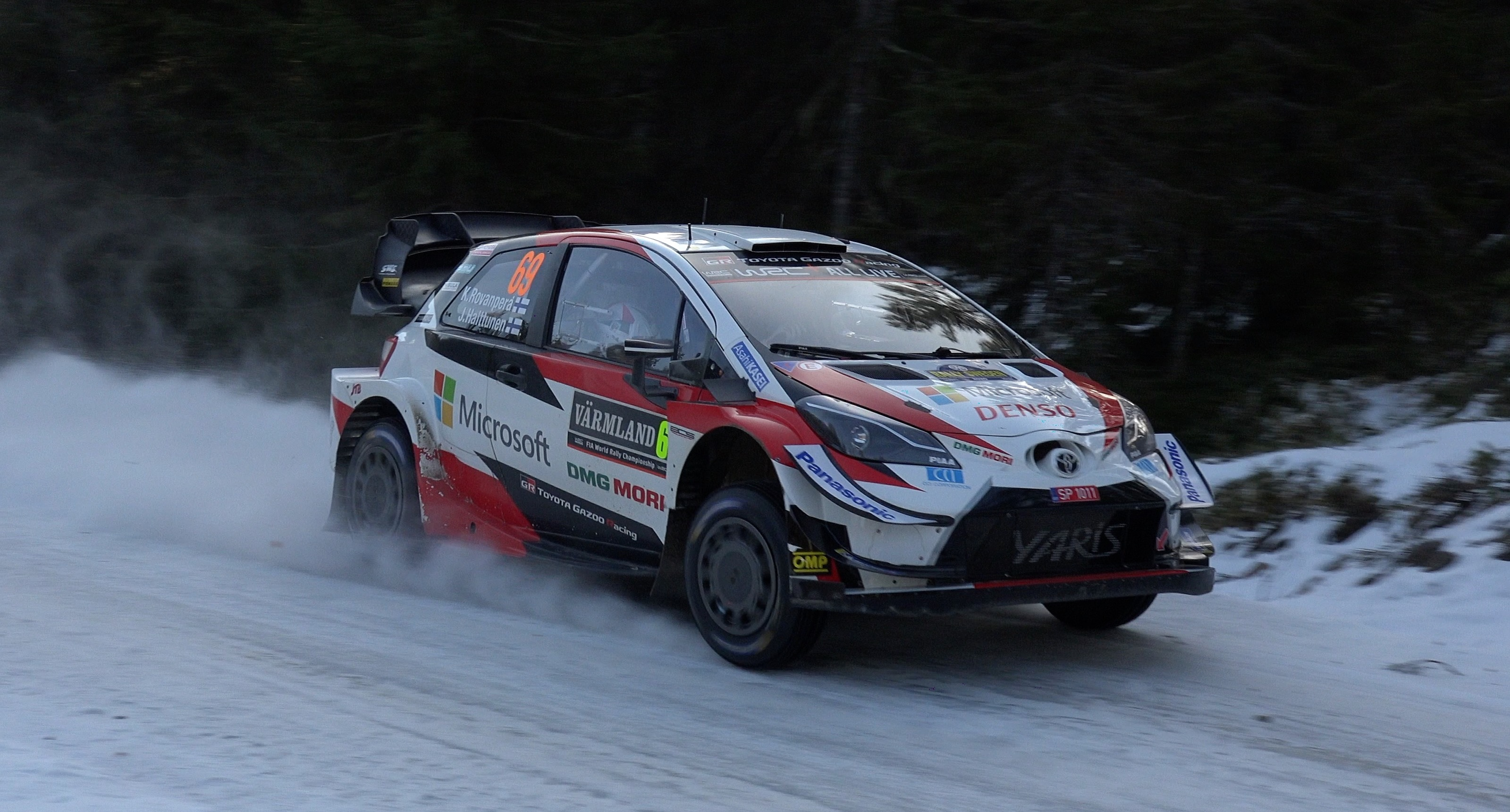
La Toyota Yaris WRC di Kalle Rovanperä durante il Rally di Svezia

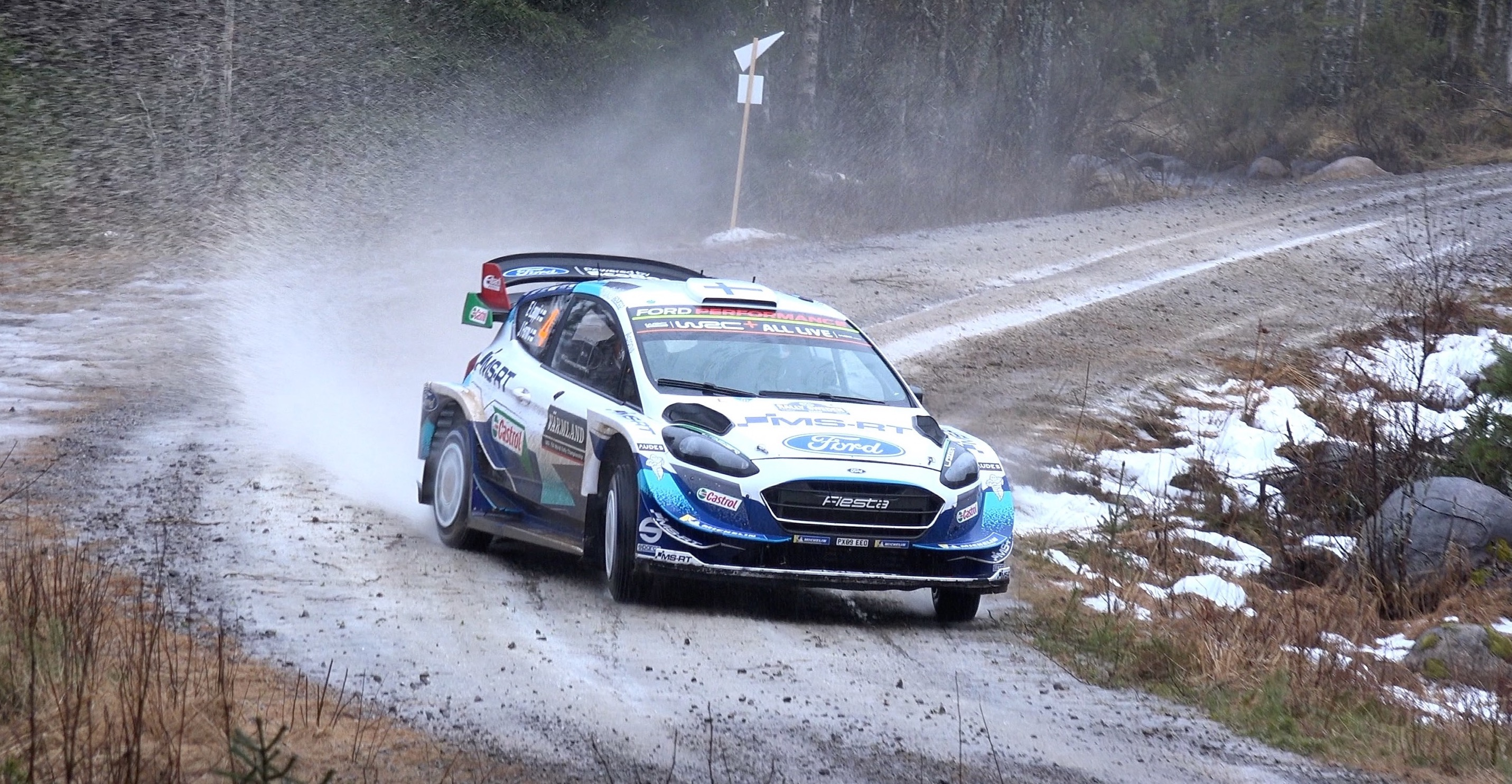
La Ford Fiesta WRC di Esapekka Lappi durante il Rally di Svezia

Sono al via del campionato tre dei quattro costruttori protagonisti della precedente stagione; mancherà infatti la squadra Citroën che alla fine del 2019 annunciò il ritiro delle competizioni.
- Hyundai Shell Mobis WRT: la squadra con base ad Alzenau, in Germania, detentrice del titolo mondiale costruttori e diretta per il secondo anno consecutivo da Andrea Adamo, per il 2020 ingaggiò il campione del mondo Ott Tänak, strappato alla Toyota prima della fine della stagione 2019[34], il quale continuerà a utilizzare il numero 8 anziché avvalersi del diritto di stampare il numero 1 sulla carena della sua vettura[35]; Adamo confermò inoltre come prima guida a fianco all'estone il belga Thierry Neuville, per il sesto anno consecutivo in forza alla casa sudcoreana, il quale disputerà quindi tutti e 14 gli appuntamenti in programma. Al volante della terza i20 Coupe WRC si alterneranno il pluricampione Sébastien Loeb e lo spagnolo Dani Sordo, reduce da una storica vittoria al Rally di Sardegna 2019. Ad affiancare i quattro piloti dello schieramento ufficiale saranno sempre i copiloti Martin Järveoja, Nicolas Gilsoul, Daniel Elena e Carlos del Barrio. Per il rally di Svezia, secondo appuntamento stagionale, Loeb sarà sostituito dall'irlandese Craig Breen, il quale sarà navigato dal connazionale Paul Nagle[36]. Non venne rinnovato il contratto al norvegese Andreas Mikkelsen.
- Toyota Gazoo Racing WRT: la casa giapponese, continuando ad affidare la gestione della propria squadra alla scuderia Toyota Gazoo Racing WRT, si presentò ai nastri di partenza del mondiale 2020 con uno schieramento piloti totalmente nuovo: i vincitori dei titoli piloti e copiloti Ott Tänak e Martin Järveoja si accasarono infatti alla Hyundai mentre non vennero rinnovati i contratti per Jari-Matti Latvala, che per la prima volta dal 2007 si ritrovò senza un volante ufficiale[37], e Kris Meeke. Il direttore sportivo Tommi Mäkinen riuscì comunque a mettere a segno tre ingaggi importanti, assicurandosi il sei volte campione mondiale Sébastien Ogier, lasciato libero dal ritiro della Citroën dal mondiale, il gallese Elfyn Evans, strappato alla M-Sport, e il promettente finlandese Kalle Rovanperä, figlio dell'ex-pilota Harri e fresco vincitore del titolo piloti WRC-2 Pro con Škoda Motorsport[38]. Una quarta Yaris WRC verrà invece affidata al giapponese Takamoto Katsuta anche se non potrà marcare punti per la classifica costruttori[39]. I copiloti che affiancheranno Ogier, Evans, Rovanperä e Katsuta saranno, come nella passata stagione, Julien Ingrassia, Scott Martin, Jonne Halttunen e Daniel Barritt.
- M-Sport Ford WRT: la scuderia inglese dell'ex pilota Malcolm Wilson, che ha affidato la direzione sportiva a Richard Millener, non riuscì a trattenere Elfyn Evans, passato alla Toyota, e ingaggiò il finlandese Esapekka Lappi, anch'egli lasciato a piedi dall'abbandono di Citroën al termine del 2019, che si assicurò quindi l'ultimo volante rimasto a disposizione tra le squadre ufficiali; vennero confermati alla guida della Ford Fiesta WRC il finlandese Teemu Suninen e il britannico Gus Greensmith. Il trittico di piloti M-Sport rappresentò inoltre lo schieramento più giovane del mondiale con 28 anni per Lappi, 25 per Suninen e 23 per Greensmith.[40] I navigatori saranno come sempre Janne Ferm per Lappi, Jarmo Lehtinen per Suninen e Elliott Edmondson per Greensmith.
- Hyundai 2C Competition: una quarta scuderia, la francese 2C Competition, si iscrisse al campionato in vista del Rally d'Estonia, quarto appuntamento stagionale e il primo dopo il blocco post-pandemia, facendo correre il giovane talento francese Pierre-Louis Loubet, navigato dal connazionale Vincent Landais, su una Hyundai i20 Coupe WRC; l'impegno venne poi confermato anche per il successivo Rally di Turchia.

| Squadre iscritte al campionato costruttori         | Squadre iscritte al campionato costruttori | Squadre iscritte al campionato costruttori | Squadre iscritte al campionato costruttori | Squadre iscritte al campionato costruttori | Squadre iscritte al campionato costruttori | Squadre iscritte al campionato costruttori | Squadre iscritte al campionato costruttori |
| Costruttori                                        | Auto                                       | Squadre                                    | Pneumatici                                 | N°                                         | Piloti                                     | Copiloti                                   | Gare                                       |
| -------------------------------------------------- | ------------------------------------------ | ------------------------------------------ | ------------------------------------------ | ------------------------------------------ | ------------------------------------------ | ------------------------------------------ | ------------------------------------------ |
| Hyundai                                            | Hyundai i20 Coupe WRC                      | Hyundai Shell Mobis WRT                    | M                                          | 6                                          | Dani Sordo                                 | Carlos del Barrio                          | 3, 6–7                                     |
| Hyundai                                            | Hyundai i20 Coupe WRC                      | Hyundai Shell Mobis WRT                    | M                                          | 8                                          | Ott Tänak                                  | Martin Järveoja                            | 1–7                                        |
| Hyundai                                            | Hyundai i20 Coupe WRC                      | Hyundai Shell Mobis WRT                    | M                                          | 9                                          | Sébastien Loeb                             | Daniel Elena                               | 1, 5                                       |
| Hyundai                                            | Hyundai i20 Coupe WRC                      | Hyundai Shell Mobis WRT                    | M                                          | 11                                         | Thierry Neuville                           | Nicolas Gilsoul                            | 1–7                                        |
| Hyundai                                            | Hyundai i20 Coupe WRC                      | Hyundai Shell Mobis WRT                    | M                                          | 16                                         | Craig Breen                                | Paul Nagle                                 | 2                                          |
| Hyundai                                            | Hyundai i20 Coupe WRC                      | Hyundai Shell Mobis WRT                    | M                                          | 42                                         | Craig Breen                                | Paul Nagle                                 | 4                                          |
| Hyundai                                            | Hyundai i20 Coupe WRC                      | Hyundai 2C Competition                     | M                                          | 7                                          | Pierre-Louis Loubet                        | Vincent Landais                            | 4–6                                        |
| Hyundai                                            | Hyundai i20 Coupe WRC                      | Hyundai 2C Competition                     | M                                          | 96                                         | Ole Christian Veiby                        | Jonas Andersson                            | 7                                          |
| Toyota                                             | Toyota Yaris WRC                           | Toyota Gazoo Racing WRT                    | M                                          | 17                                         | Sébastien Ogier                            | Julien Ingrassia                           | 1–7                                        |
| Toyota                                             | Toyota Yaris WRC                           | Toyota Gazoo Racing WRT                    | M                                          | 33                                         | Elfyn Evans                                | Scott Martin                               | 1–7                                        |
| Toyota                                             | Toyota Yaris WRC                           | Toyota Gazoo Racing WRT                    | M                                          | 69                                         | Kalle Rovanperä                            | Jonne Halttunen                            | 1–7                                        |
| Ford                                               | Ford Fiesta WRC                            | M-Sport Ford WRT                           | M                                          | 3                                          | Teemu Suninen                              | Jarmo Lehtinen                             | 1–7                                        |
| Ford                                               | Ford Fiesta WRC                            | M-Sport Ford WRT                           | M                                          | 4                                          | Esapekka Lappi                             | Janne Ferm                                 | 1–7                                        |
| Ford                                               | Ford Fiesta WRC                            | M-Sport Ford WRT                           | M                                          | 44                                         | Gus Greensmith                             | Elliott Edmondson                          | 1, 3–7                                     |
| Ulteriori iscritti non registrati come costruttori |                                            |                                            |                                            |                                            |                                            |                                            |                                            |
| Costruttori                                        | Auto                                       | Squadre                                    | Pneumatici                                 | N°                                         | Piloti                                     | Copiloti                                   | Gare                                       |
| Toyota                                             | Toyota Yaris WRC                           | Latvala Motorsport Oy                      | M                                          | 10                                         | Jari-Matti Latvala                         | Juho Hänninen                              | 2                                          |
| Toyota                                             | Toyota Yaris WRC                           | Toyota Gazoo Racing WRT                    | M                                          | 18                                         | Takamoto Katsuta                           | Daniel Barritt                             | 1–2, 4, 6–7                                |
| Ford                                               | Ford Fiesta WRC                            | M-Sport Ford WRT                           | M                                          | 19                                         | Deividas Jocius                            | Mindaugas Varža                            | 2                                          |
| Ford                                               | Ford Fiesta WRC                            | M-Sport Ford WRT                           | M                                          | 34                                         | Deividas Jocius                            | Mindaugas Varža                            | 3                                          |
| Ford                                               | Ford Fiesta WRC                            | M-Sport Ford WRT                           | M                                          | 40                                         | Deividas Jocius                            | Mindaugas Varža                            | 1                                          |
| Ford                                               | Ford Fiesta WRC                            | OT Racing                                  | P                                          | 64                                         | Georg Gross                                | Raigo Mõlder                               | 4                                          |
| Ford                                               | Ford Fiesta WRC                            | JanPro                                     | M                                          | 65                                         | Kimmo Kurkela                              | Reeta Hämäläinen                           | 4                                          |
| Ford                                               | Ford Fiesta RS WRC                         | MP-Sports                                  |                                            | 22                                         | Martin Prokop                              | Zdeněk Jůrka                               | 6                                          |
| Citroën                                            | Citroën C3 WRC                             | Saintéloc Junior Team                      | P                                          | 21                                         | Petter Solberg                             | Andreas Mikkelsen                          | 6                                          |
| note:                                              |                                            |                                            |                                            |                                            |                                            |                                            |                                            |

### Iscritti WRC-2

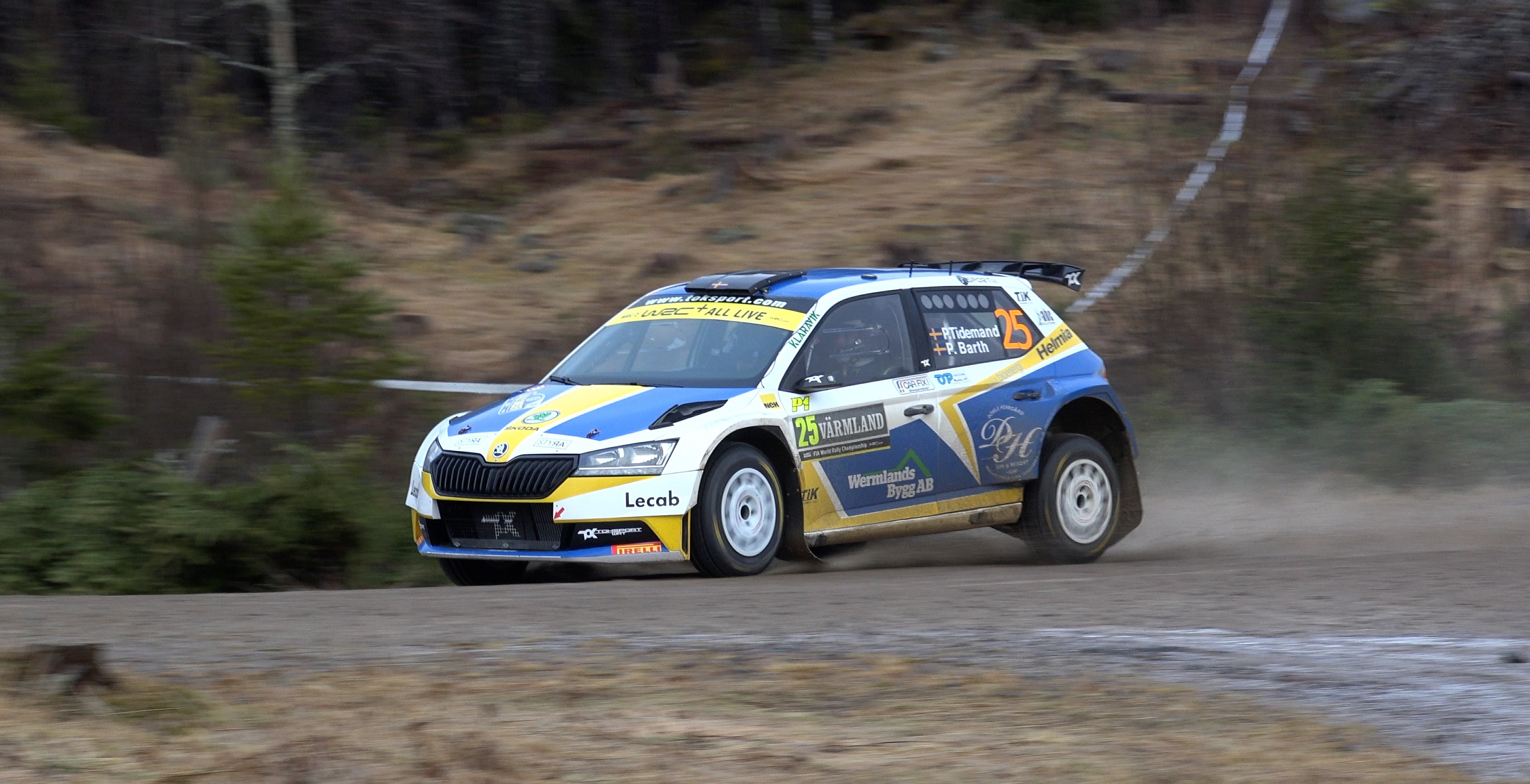
La Škoda Fabia R5 Evo di Pontus Tidemand durante il Rally di Svezia

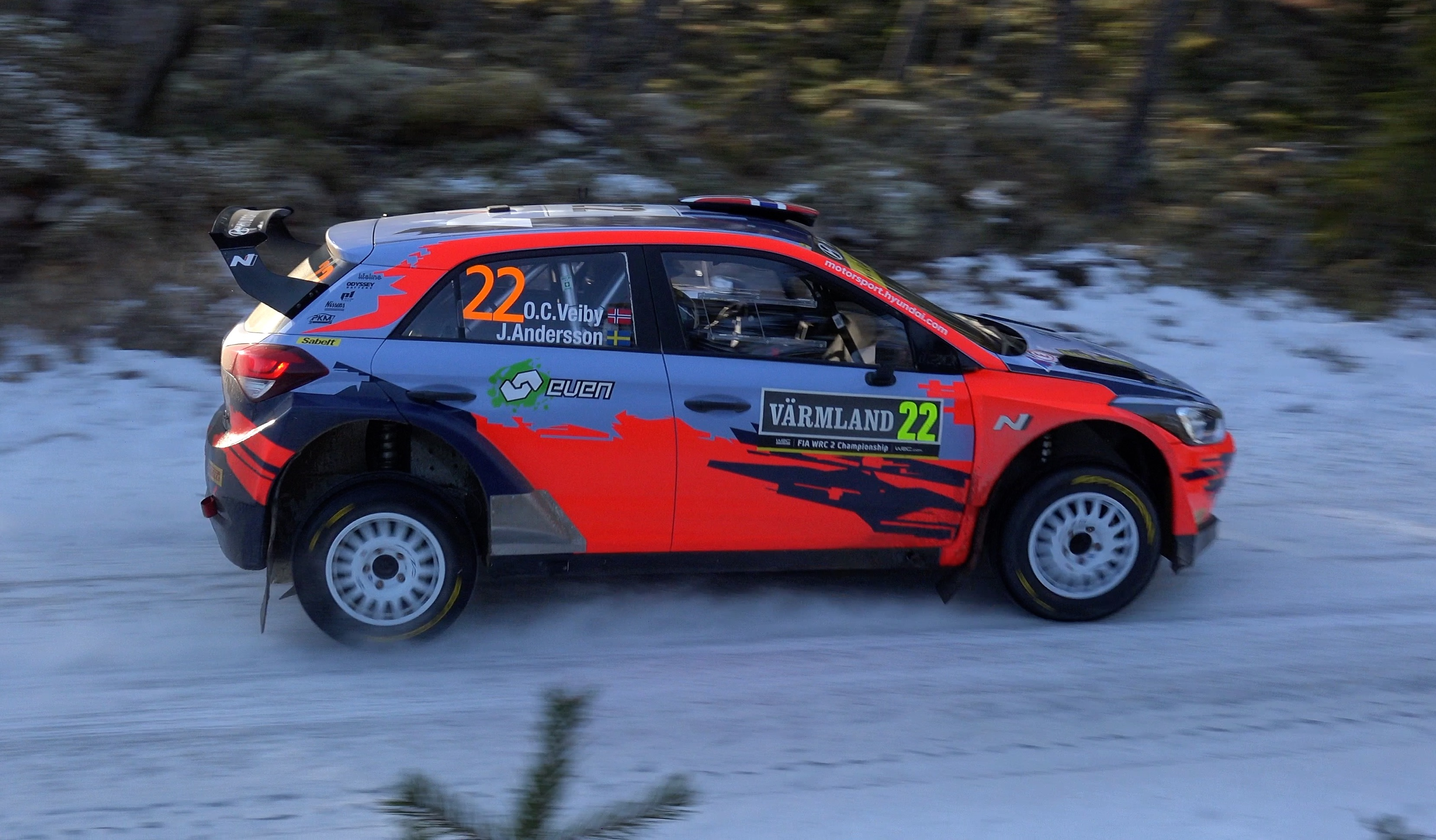
La Hyundai i20 R5 di Ole Christian Veiby durante il Rally di Svezia

Nel campionato cadetto, chiamato da questa stagione WRC-2 (nel 2019 era denominato WRC-2 Pro) si registrò l'abbandono in veste ufficiale di Škoda Motorsport, detentrice del titolo costruttori di categoria; tuttavia la casa ceca continuerà a supportare interamente i propri clienti nella fornitura e nello sviluppo della Fabia Rally2 Evo (sino allo scorso anno denominata R5 e dal 2020 chiamata Rally2 per allinearsi alla nuova nomenclatura del regolamento FIA), evoluzione introdotta a metà dello scorso anno della vettura di classe RC2; la scuderia tedesca Toksport WRT partecipò infatti all'appuntamento svedese con una Fabia guidata da Pontus Tidemand e a partire dalla quarta gara una seconda vettura venne affidata al norvegese Eyvind Brynildsen. Anche Citroën, ritiratasi dalle competizioni a fine 2019, non si iscrisse al campionato e il suo posto venne preso dalla scuderia francese PH Sport, con il norvegese Mads Østberg alla guida di una Citroën C3 R5. 
La squadra britannica M-Sport confermò invece la propria presenza anche nel 2020 con la Ford Fiesta R5 Mk2, evoluzione che debuttò a metà dello scorso anno e che nel corso del 2020 verrà rinominata Fiesta Rally2, la quale venne affidata al francese Adrien Fourmaux e al britannico Rhys Yates.
Hyundai Motorsport, detentrice del titolo costruttori WRC, decise invece di cimentarsi anche nella categoria WRC-2 in veste ufficiale, affidando le proprie i20 R5 al russo Nikolaj Grjazin e al norvegese Ole Christian Veiby.
| Iscritti team costruttori WRC-2 | Iscritti team costruttori WRC-2 | Iscritti team costruttori WRC-2 | Iscritti team costruttori WRC-2 | Iscritti team costruttori WRC-2 | Iscritti team costruttori WRC-2 | Iscritti team costruttori WRC-2 |
| Costruttori                     | Auto                            | Squadre                         | Pneumatici                      | Piloti                          | Copiloti                        | Gare                            |
| ------------------------------- | ------------------------------- | ------------------------------- | ------------------------------- | ------------------------------- | ------------------------------- | ------------------------------- |
| Citroën                         | Citroën C3 R5                   | PH Sport                        | M                               | Mads Østberg                    | Torstein Eriksen                | 1–2, 4, 6–7                     |
| Ford                            | Ford Fiesta Rally2              | M-Sport Ford WRT                | M                               | Adrien Fourmaux                 | Renaud Jamoul                   | 1–2, 4–7                        |
| Ford                            | Ford Fiesta Rally2              | M-Sport Ford WRT                | M                               | Rhys Yates                      | James Morgan                    | 1–2                             |
| Hyundai                         | Hyundai i20 R5                  | Hyundai Motorsport N            | P                               | Nikolaj Grjazin                 | Jaroslav Fëdorov                | 1–3                             |
| Hyundai                         | Hyundai i20 R5                  | Hyundai Motorsport N            | P                               | Nikolaj Grjazin                 | Konstantin Aleksandrov          | 4, 6                            |
| Hyundai                         | Hyundai i20 R5                  | Hyundai Motorsport N            | P                               | Ole Christian Veiby             | Jonas Andersson                 | 1–4, 6                          |
| Škoda                           | Škoda Fabia Rally2 Evo          | Toksport WRT                    | P                               | Pontus Tidemand                 | Patrik Barth                    | 2–7                             |
| Škoda                           | Škoda Fabia Rally2 Evo          | Toksport WRT                    | P                               | Eyvind Brynildsen               | Ilka Minor                      | 4–6                             |
| Škoda                           | Škoda Fabia Rally2 Evo          | Toksport WRT                    | P                               | Jan Kopecký                     | Jan Hloušek                     | 7                               |
| note:                           |                                 |                                 |                                 |                                 |                                 |                                 |

## Risultati e statistiche
| Gara | Nome rally                                                      | Podio | Podio | Podio                            | Podio                                           | Podio     | Statistiche | Statistiche           | Statistiche | Statistiche |
| Gara | Nome rally                                                      | Pos.  | N°    | Pilota                           | Squadra                                         | Tempo     | Speciali    | Lunghezza             | Partiti     | Arrivati    |
| ---- | --------------------------------------------------------------- | ----- | ----- | -------------------------------- | ----------------------------------------------- | --------- | ----------- | --------------------- | ----------- | ----------- |
| 1    | 88ème Rallye Automobile Monte-Carlo (23-26 gennaio) — Resoconto | 1     | 11    | Thierry Neuville Nicolas Gilsoul | Hyundai Shell Mobis WRT (Hyundai i20 Coupe WRC) | 3h10'57"6 | 16          | 304,28 km             | 88          | 73          |
| 1    | 88ème Rallye Automobile Monte-Carlo (23-26 gennaio) — Resoconto | 2     | 17    | Sébastien Ogier Julien Ingrassia | Toyota Gazoo Racing WRT (Toyota Yaris WRC)      | +12"6     | 16          | 304,28 km             | 88          | 73          |
| 1    | 88ème Rallye Automobile Monte-Carlo (23-26 gennaio) — Resoconto | 3     | 33    | Elfyn Evans Scott Martin         | Toyota Gazoo Racing WRT (Toyota Yaris WRC)      | +14"3     | 16          | 304,28 km             | 88          | 73          |
|      |                                                                 |       |       |                                  |                                                 |           |             |                       |             |             |
| 2    | 68th Rally Sweden (13-16 febbraio) — Resoconto                  | 1     | 33    | Elfyn Evans Scott Martin         | Toyota Gazoo Racing WRT (Toyota Yaris WRC)      | 1h11'43"1 | (11) 9      | (171,64 km) 148,55 km | 55          | 42          |
| 2    | 68th Rally Sweden (13-16 febbraio) — Resoconto                  | 2     | 8     | Ott Tänak Martin Järveoja        | Hyundai Shell Mobis WRT (Hyundai i20 Coupe WRC) | +12"7     | (11) 9      | (171,64 km) 148,55 km | 55          | 42          |
| 2    | 68th Rally Sweden (13-16 febbraio) — Resoconto                  | 3     | 69    | Kalle Rovanperä Jonne Halttunen  | Toyota Gazoo Racing WRT (Toyota Yaris WRC)      | +20"2     | (11) 9      | (171,64 km) 148,55 km | 55          | 42          |
|      |                                                                 |       |       |                                  |                                                 |           |             |                       |             |             |
| 3    | 17º Rally Guanajuato México (12-14 marzo) — Resoconto           | 1     | 17    | Sébastien Ogier Julien Ingrassia | Toyota Gazoo Racing WRT (Toyota Yaris WRC)      | 2h47'47"6 | (24) 21     | (324,85 km) 251,60 km | 39          | 21          |
| 3    | 17º Rally Guanajuato México (12-14 marzo) — Resoconto           | 2     | 8     | Ott Tänak Martin Järveoja        | Hyundai Shell Mobis WRT (Hyundai i20 Coupe WRC) | +27"8     | (24) 21     | (324,85 km) 251,60 km | 39          | 21          |
| 3    | 17º Rally Guanajuato México (12-14 marzo) — Resoconto           | 3     | 3     | Teemu Suninen Jarmo Lehtinen     | M-Sport Ford WRT (Ford Fiesta WRC)              | +37"9     | (24) 21     | (324,85 km) 251,60 km | 39          | 21          |
|      |                                                                 |       |       |                                  |                                                 |           |             |                       |             |             |
| 4    | 10. Rally Estonia (4-6 settembre) — Resoconto                   | 1     | 8     | Ott Tänak Martin Järveoja        | Hyundai Shell Mobis WRT (Hyundai i20 Coupe WRC) | 1h59'53"6 | 17          | 233,40 km             | 59          | 44          |
| 4    | 10. Rally Estonia (4-6 settembre) — Resoconto                   | 2     | 42    | Craig Breen Paul Nagle           | Hyundai Shell Mobis WRT (Hyundai i20 Coupe WRC) | +22"2     | 17          | 233,40 km             | 59          | 44          |
| 4    | 10. Rally Estonia (4-6 settembre) — Resoconto                   | 3     | 17    | Sébastien Ogier Julien Ingrassia | Toyota Gazoo Racing WRT (Toyota Yaris WRC)      | +26"9     | 17          | 233,40 km             | 59          | 44          |
|      |                                                                 |       |       |                                  |                                                 |           |             |                       |             |             |
| 5    | 13th Rally Turkey Marmaris (18-20 settembre) — Resoconto        | 1     | 33    | Elfyn Evans Scott Martin         | Toyota Gazoo Racing WRT (Toyota Yaris WRC)      | 2h43'02"7 | 12          | 221,34 km             | 24          | 18          |
| 5    | 13th Rally Turkey Marmaris (18-20 settembre) — Resoconto        | 2     | 11    | Thierry Neuville Nicolas Gilsoul | Hyundai Shell Mobis WRT (Hyundai i20 Coupe WRC) | +35"2     | 12          | 221,34 km             | 24          | 18          |
| 5    | 13th Rally Turkey Marmaris (18-20 settembre) — Resoconto        | 3     | 9     | Sébastien Loeb Daniel Elena      | Hyundai Shell Mobis WRT (Hyundai i20 Coupe WRC) | +59"4     | 12          | 221,34 km             | 24          | 18          |
|      |                                                                 |       |       |                                  |                                                 |           |             |                       |             |             |
| 6    | 17º Rally Italia Sardegna (8-11 ottobre) — Resoconto            | 1     | 6     | Dani Sordo Carlos del Barrio     | Hyundai Shell Mobis WRT (Hyundai i20 Coupe WRC) | 2h43'02"7 | 16          | 238,84 km             | 63          | 50          |
| 6    | 17º Rally Italia Sardegna (8-11 ottobre) — Resoconto            | 2     | 11    | Thierry Neuville Nicolas Gilsoul | Hyundai Shell Mobis WRT (Hyundai i20 Coupe WRC) | +5"1      | 16          | 238,84 km             | 63          | 50          |
| 6    | 17º Rally Italia Sardegna (8-11 ottobre) — Resoconto            | 3     | 17    | Sébastien Ogier Julien Ingrassia | Toyota Gazoo Racing WRT (Toyota Yaris WRC)      | +6"1      | 16          | 238,84 km             | 63          | 50          |
|      |                                                                 |       |       |                                  |                                                 |           |             |                       |             |             |
| 7    | ACI Rally Monza (3-6 dicembre) — Resoconto                      | 1     | 17    | Sébastien Ogier Julien Ingrassia | Toyota Gazoo Racing WRT (Toyota Yaris WRC)      | 2h15'51"0 | (16) 14     | (239,20 km) 191,97 km | 92          | 71          |
| 7    | ACI Rally Monza (3-6 dicembre) — Resoconto                      | 2     | 8     | Ott Tänak Martin Järveoja        | Hyundai Shell Mobis WRT (Hyundai i20 Coupe WRC) | +13"9     | (16) 14     | (239,20 km) 191,97 km | 92          | 71          |
| 7    | ACI Rally Monza (3-6 dicembre) — Resoconto                      | 3     | 6     | Dani Sordo Carlos del Barrio     | Hyundai Shell Mobis WRT (Hyundai i20 Coupe WRC) | +15"3     | (16) 14     | (239,20 km) 191,97 km | 92          | 71          |

## Classifiche

### Punteggio
Il punteggio è rimasto inalterato rispetto alla precedente edizione.
| Posizione finale | 1ª | 2ª | 3ª | 4ª | 5ª | 6ª | 7ª | 8ª | 9ª | 10ª |
| Punti            | 25 | 18 | 15 | 12 | 10 | 8  | 6  | 4  | 2  | 1   |

| Posizione nella Power stage | 1ª | 2ª | 3ª | 4ª | 5ª |
| Punti                       | 5  | 4  | 3  | 2  | 1  |

### Classifica piloti
| Pos. | Pilota                  | MON | SVE | MES | EST | TUR | SAR | MNZ | Punti |
| ---- | ----------------------- | --- | --- | --- | --- | --- | --- | --- | ----- |
| 1    | Sébastien Ogier         | 2   | 43  | 1   | 34  | Rit | 3   | 1   | 122   |
| 2    | Elfyn Evans             | 34  | 1   | 4   | 42  | 14  | 4   | 293 | 114   |
| 3    | Ott Tänak               | Rit | 24  | 2   | 13  | 162 | 61  | 2   | 105   |
| 4    | Thierry Neuville        | 1   | 62  | 16  | Rit | 21  | 2   | Rit | 87    |
| 5    | Kalle Rovanperä         | 5   | 31  | 5   | 51  | 43  | Rit | 5   | 80    |
| 6    | Esapekka Lappi          | 45  | 5   | Rit | 7   | 6   | Rit | 4   | 52    |
| 7    | Teemu Suninen           | 83  | 8   | 3   | 6   | Rit | 5   | Rit | 44    |
| 8    | Dani Sordo              |     |     | Rit |     |     | 15  | 35  | 42    |
| 9    | Craig Breen             |     | 7   |     | 25  |     |     |     | 25    |
| 10   | Sébastien Loeb          | 6   |     |     |     |     | 35  |     | 24    |
| 11   | Gus Greensmith          | 63  |     | 9   | 8   | 5   | 25  | Rit | 16    |
| 12   | Pontus Tidemand         |     | 15  | 6   | 15  | 8   | 10  | 10  | 14    |
| 13   | Takamoto Katsuta        | 7   | 9   |     | Rit |     | Rit | 201 | 13    |
| 14   | Jari Huttunen           |     | 10  |     | 11  |     | 8   | 8   | 9     |
| 15   | Andreas Mikkelsen       |     |     |     |     |     |     | 6   | 8     |
| 16   | Kajetan Kajetanowicz    |     |     | 14  | Rit | 7   | 9   | 14  | 8     |
| 17   | Oliver Solberg          | 25  | 17  | Rit | 9   |     | 18  | 7   | 8     |
| 18   | Nikolaj Grjazin         | 16  | 21  | 7   | 19  |     | Rit |     | 6     |
| 19   | Pierre-Louis Loubet     |     |     |     | Rit | Rit | 7   |     | 6     |
| 20   | Marco Bulacia Wilkinson |     |     | 8   | 14  | 10  | 11  | 16  | 5     |
| 21   | Mads Østberg            | 10  | 12  |     | 10  |     | 14  | 9   | 4     |
| 22   | Adrien Fourmaux         | 15  | 18  |     | 13  | 9   | Rit | 49  | 2     |
| 23   | Eric Camilli            | 9   |     |     |     |     | Rit |     | 2     |
| 24   | Ole Christian Veiby     | Rit | 13  | 10  | Rit |     | 12  | Rit | 1     |
| Pos. | Pilota                  | MON | SVE | MES | EST | TUR | SAR | MNZ | Punti |

| Colore  | Risultato                |
| ------- | ------------------------ |
| Oro     | Vincitore                |
| Argento | 2º posto                 |
| Bronzo  | 3º posto                 |
| Verde   | Finito a punti           |
| Blu     | Finito senza punti       |
| Blu     | Non classificato (NC)    |
| Viola   | Ritirato (Rit)           |
| Nero    | Squalificato (SQ)        |
| Nero    | Escluso (ES)             |
| Bianco  | Non ha gareggiato        |
| Bianco  | Iscrizione ritirata (WD) |
| Bianco  | Non partito (NP)         |
| Bianco  | Gara cancellata (C)      |

### Classifica copiloti
| Pos. | Pilota                 | MON | SVE | MES | EST | TUR | SAR | MNZ | Punti |
| ---- | ---------------------- | --- | --- | --- | --- | --- | --- | --- | ----- |
| 1    | Julien Ingrassia       | 2   | 43  | 1   | 34  | Rit | 3   | 1   | 122   |
| 2    | Scott Martin           | 34  | 1   | 4   | 42  | 14  | 4   | 293 | 114   |
| 3    | Martin Järveoja        | Rit | 24  | 2   | 13  | 162 | 61  | 2   | 105   |
| 4    | Nicolas Gilsoul        | 1   | 62  | 16  | Rit | 21  | 2   | Rit | 87    |
| 5    | Jonne Halttunen        | 5   | 31  | 5   | 51  | 43  | Rit | 5   | 80    |
| 6    | Janne Ferm             | 45  | 5   | Rit | 7   | 6   | Rit | 4   | 52    |
| 7    | Jarmo Lehtinen         | 83  | 8   | 3   | 6   | Rit | 5   | Rit | 44    |
| 8    | Carlos del Barrio      |     |     | Rit |     |     | 15  | 35  | 42    |
| 9    | Paul Nagle             |     | 7   |     | 25  |     |     |     | 25    |
| 10   | Daniel Elena           | 6   |     |     |     | 35  |     |     | 24    |
| 11   | Elliott Edmondson      | 63  |     | 9   | 8   | 5   | 25  | Rit | 16    |
| 12   | Patrik Barth           |     | 15  | 6   | 15  | 8   | 10  | 10  | 14    |
| 13   | Daniel Barritt         | 7   | 9   |     | Rit |     | Rit | 201 | 13    |
| 14   | Mikko Lukka            |     | 10  |     | 11  |     | 8   | 8   | 9     |
| 15   | Anders Jæger           |     |     |     |     |     |     | 6   | 8     |
| 16   | Maciej Szczepaniak     |     |     | 14  | Rit | 7   | 9   | 14  | 8     |
| 17   | Aaron Johnston         | 25  | 17  | Rit | 9   |     | 18  | 7   | 8     |
| 18   | Jaroslav Fëdorov       | 16  | 21  | 7   |     |     |     |     | 6     |
| 19   | Vincent Landais        |     |     |     | Rit | Rit | 7   |     | 6     |
| 20   | Giovanni Bernacchini   |     |     | 8   |     | Rit |     | 67  | 4     |
| 21   | Torstein Eriksen       | 10  | 12  |     | 10  |     | 14  | 9   | 4     |
| 22   | Renaud Jamoul          | 15  | 18  |     | 13  | 9   | Rit | 49  | 2     |
| 23   | François-Xavier Buresi | 9   |     |     |     |     | Rit |     | 2     |
| 24   | Marcelo Der Ohannesian |     |     |     | 14  | 10  | 11  | 16  | 1     |
| 25   | Jonas Andersson        | Rit | 13  | 10  | Rit |     | 12  | Rit | 1     |
| Pos. | Pilota                 | MON | SVE | MES | EST | TUR | SAR | MNZ | Punti |

| Colore  | Risultato                |
| ------- | ------------------------ |
| Oro     | Vincitore                |
| Argento | 2º posto                 |
| Bronzo  | 3º posto                 |
| Verde   | Finito a punti           |
| Blu     | Finito senza punti       |
| Blu     | Non classificato (NC)    |
| Viola   | Ritirato (Rit)           |
| Nero    | Squalificato (SQ)        |
| Nero    | Escluso (ES)             |
| Bianco  | Non ha gareggiato        |
| Bianco  | Iscrizione ritirata (WD) |
| Bianco  | Non partito (NP)         |
| Bianco  | Gara cancellata (C)      |

### Classifica costruttori WRC
Come nella precedente stagione, soltanto le migliori due vetture classificate per squadra marcheranno punti per la classifica costruttori.
| Pos. | Costruttori             | N° | Pilota     | MON | SVE | MES | EST | TUR | SAR | MNZ | Punti |
| ---- | ----------------------- | -- | ---------- | --- | --- | --- | --- | --- | --- | --- | ----- |
| 1    | Hyundai Shell Mobis WRT | 6  | Sordo      |     |     | Rit |     |     | 1   | 3   | 241   |
| 1    | Hyundai Shell Mobis WRT | 8  | Tänak      | Rit | 2   | 2   | 1   | NC  | NC  | 2   | 241   |
| 1    | Hyundai Shell Mobis WRT | 9  | Loeb       | 5   |     |     |     | 3   |     |     | 241   |
| 1    | Hyundai Shell Mobis WRT | 11 | Neuville   | 1   | 5   | 6   | NC  | 2   | 2   | Rit | 241   |
| 1    | Hyundai Shell Mobis WRT | 16 | Breen      |     | NC  |     |     |     |     |     | 241   |
| 1    | Hyundai Shell Mobis WRT | 42 | Breen      |     |     |     | 2   |     |     |     | 241   |
| 2    | Toyota Gazoo Racing WRT | 17 | Ogier      | 2   | NC  | 1   | 3   | Rit | 3   | 1   | 236   |
| 2    | Toyota Gazoo Racing WRT | 33 | Evans      | 3   | 1   | 4   | 4   | 1   | 4   | NC  | 236   |
| 2    | Toyota Gazoo Racing WRT | 69 | Rovanperä  | NC  | 3   | NC  | NC  | 4   | Rit | 5   | 236   |
| 3    | M-Sport Ford WRT        | 3  | Suninen    | 6   | 6   | 3   | 5   | Rit | 5   | Rit | 129   |
| 3    | M-Sport Ford WRT        | 4  | Lappi      | 4   | 5   | Rit | 6   | 6   | Rit | 4   | 129   |
| 3    | M-Sport Ford WRT        | 44 | Greensmith | NC  |     | 5   | NC  | 5   | 7   | Rit | 129   |
| 4    | Hyundai 2C Competition  | 7  | Loubet     |     |     |     | Rit | Rit | 6   |     | 8     |
| 4    | Hyundai 2C Competition  | 96 | Veiby      |     |     |     |     |     |     | Rit | 8     |

| Colore  | Risultato                |
| ------- | ------------------------ |
| Oro     | Vincitore                |
| Argento | 2º posto                 |
| Bronzo  | 3º posto                 |
| Verde   | Finito a punti           |
| Blu     | Finito senza punti       |
| Blu     | Non classificato (NC)    |
| Viola   | Ritirato (Rit)           |
| Nero    | Squalificato (SQ)        |
| Nero    | Escluso (ES)             |
| Bianco  | Non ha gareggiato        |
| Bianco  | Iscrizione ritirata (WD) |
| Bianco  | Non partito (NP)         |
| Bianco  | Gara cancellata (C)      |

### Classifiche WRC-2
Prima dell'emergenza COVID-19, che ha determinato l'annullamento di diversi eventi, per il campionato WRC-2 ogni scuderia avrebbe dovuto partecipare ad almeno otto gare (a scelta, ma uno avrebbe dovuto essere extra-europeo), schierando almeno una vettura e sino a un massimo di due.; in seguito alla rivisitazione del calendario rimasero soltanto sette appuntamenti da disputare, tutti europei.

#### Classifiche piloti e copiloti
Prima dell'emergenza COVID-19, per la classifica finale erano validi soltanto i migliori otto risultati ottenuti sui tredici in totale a disposizione. In seguito, con soltanto sette appuntamenti rimasti in calendario, furono validi soltanto i migliori cinque piazzamenti totalizzati.
| Pos. | Pilota                 | MON | SVE | MES | EST | TUR | SAR   | MNZ | Punti |
| ---- | ---------------------- | --- | --- | --- | --- | --- | ----- | --- | ----- |
| 1    | Mads Østberg           | 1   | 1   |     | 1   |     | 4     | 1   | 112   |
| 2    | Pontus Tidemand        |     | (3) | 1   | 3   | 1   | 1     | 2   | 108   |
| 3    | Adrien Fourmaux        | 2   | 4   |     | 2   | 2   | (Rit) | 4   | 78    |
| 4    | Ole Christian Veiby    | Rit | 2   | 3   | Rit |     | 2     |     | 51    |
| 5    | Nikolaj Grjazin        | 3   | 6   | 2   | 5   |     | Rit   |     | 51    |
| 6    | Eyvind Brynildsen      |     |     |     | 4   | 3   | 3     |     | 42    |
| 7    | Rhys Yates             | 4   | 5   |     |     |     |       |     | 22    |
| 8    | Jan Kopecký            |     |     |     |     |     |       | 3   | 15    |
|      |                        |     |     |     |     |     |       |     |       |
| Pos. | Copilota               | MON | SVE | MES | EST | TUR | SAR   | MNZ | Punti |
| 1    | Torstein Eriksen       | 1   | 1   |     | 1   |     | 4     | 1   | 112   |
| 2    | Patrik Barth           |     | (3) | 1   | 3   | 1   | 1     | 2   | 108   |
| 3    | Renaud Jamoul          | 2   | 4   |     | 2   | 2   | (Rit) | 4   | 78    |
| 4    | Jonas Andersson        | Rit | 2   | 3   | Rit |     | 2     |     | 51    |
| 5    | Ilka Minor             |     |     |     | 4   | 3   | 3     |     | 42    |
| 4    | Jaroslav Fëdorov       | 3   | 6   | 2   |     |     |       |     | 41    |
| 7    | James Morgan           | 4   | 5   |     |     |     |       |     | 22    |
| 8    | Jan Hloušek            |     |     |     |     |     |       | 3   | 15    |
| 9    | Konstantin Aleksandrov |     |     |     | 5   |     | Rit   |     | 10    |

| Colore  | Risultato                |
| ------- | ------------------------ |
| Oro     | Vincitore                |
| Argento | 2º posto                 |
| Bronzo  | 3º posto                 |
| Verde   | Finito a punti           |
| Blu     | Finito senza punti       |
| Blu     | Non classificato (NC)    |
| Viola   | Ritirato (Rit)           |
| Nero    | Squalificato (SQ)        |
| Nero    | Escluso (ES)             |
| Bianco  | Non ha gareggiato        |
| Bianco  | Iscrizione ritirata (WD) |
| Bianco  | Non partito (NP)         |
| Bianco  | Gara cancellata (C)      |

#### Classifica squadre
Per la classifica finale erano validi tutti risultati ottenuti per entrambe le vetture eventualmente schierate da ogni costruttore.
| Pos. | Squadra              | MON | SVE | MES | EST | TUR | SAR | MNZ | Punti |
| ---- | -------------------- | --- | --- | --- | --- | --- | --- | --- | ----- |
| 1    | Toksport WRT         |     | 3   | 1   | 3   | 1   | 1   |     | 147   |
| 1    | Toksport WRT         |     |     |     | 4   | 3   | 3   |     | 147   |
| 2    | Hyundai Motorsport N | 3   | 2   | 2   | 5   |     | 2   |     | 102   |
| 2    | Hyundai Motorsport N | Rit | 6   | 3   | Rit |     | Rit |     | 102   |
| 3    | M-Sport Ford WRT     | 2   | 4   |     | 2   | 2   | Rit |     | 88    |
| 3    | M-Sport Ford WRT     | 4   | 5   |     |     |     |     |     | 88    |
| 4    | PH Sport             | 1   | 1   |     | 1   |     | 4   |     | 87    |

| Colore  | Risultato                |
| ------- | ------------------------ |
| Oro     | Vincitore                |
| Argento | 2º posto                 |
| Bronzo  | 3º posto                 |
| Verde   | Finito a punti           |
| Blu     | Finito senza punti       |
| Blu     | Non classificato (NC)    |
| Viola   | Ritirato (Rit)           |
| Nero    | Squalificato (SQ)        |
| Nero    | Escluso (ES)             |
| Bianco  | Non ha gareggiato        |
| Bianco  | Iscrizione ritirata (WD) |
| Bianco  | Non partito (NP)         |
| Bianco  | Gara cancellata (C)      |

### Classifiche WRC-3
Inizialmente per il campionato WRC-3 erano validi soltanto i migliori sei risultati ottenuti nei primi sette rally disputati da ciascun contendente sui tredici in totale a disposizione. Quando il campionato venne ridotto a soli sette appuntamenti per via della pandemia da COVID-19, i piazzamenti validi si ridussero a quattro e ottenuti nei primi 5 appuntamenti disputati. Un'altra importante regola stabiliva infine che qualora i contendenti avessero preso parte a più di sette gare (cinque dopo le modifiche post-pandemia), in quelle eccedenti essi non avrebbero potuto marcare punti né toglierne agli altri equipaggi.

#### Classifica piloti
| Pos. | Pilota                  | MON | SVE | MES | EST | TUR | SAR | MNZ | Punti |
| ---- | ----------------------- | --- | --- | --- | --- | --- | --- | --- | ----- |
| 2    | Jari Huttunen           |     | 1   |     | 2   |     | 1   | 3   | 83    |
| 1    | Marco Bulacia Wilkinson |     |     | 1   | 4   | 2   | 3   | 6   | 78    |
| 3    | Kajetan Kajetanowicz    |     |     | 4   | Rit | 1   | 2   | 5   | 65    |
| 4    | Oliver Solberg          |     | 5   | Rit | 1   |     | 6   | 2   | 61    |
| 5    | Emil Lindholm           |     | 2   |     |     |     |     | 4   | 30    |
| 6    | Nicolas Ciamin          | 2   |     |     | 6   |     | 9   |     | 28    |
| 7    | Eric Camilli            | 1   |     |     |     |     | Rit |     | 25    |
| 7    | Andreas Mikkelsen       |     |     |     |     |     |     | 1   | 25    |
| 9    | Emilio Fernández        |     |     | 2   | Rit | 7   | 10  |     | 25    |
| 10   | Alberto Heller          |     |     | Rit |     | 4   | 5   |     | 22    |
| 11   | Umberto Scandola        | 8   |     |     |     |     | 4   | Rit | 16    |
| 12   | Yoann Bonato            | 3   |     |     |     |     |     |     | 15    |
| 12   | Johan Kristoffersson    |     | 3   |     |     |     |     |     | 15    |
| 12   | Ricardo Triviño         |     |     | 3   |     |     |     |     | 15    |
| 12   | Egon Kaur               |     |     |     | 3   |     |     |     | 15    |
| 12   | Yağiz Avci              |     |     |     |     | 3   |     |     | 15    |
| 17   | Yohan Rossel            | 4   |     |     | 9   |     | 11  | 10  | 15    |
| 18   | Eerik Pietarinen        |     | 4   |     | 16  |     |     |     | 12    |
| 19   | Grégoire Munster        | 5   |     |     | 11  |     |     | Rit | 10    |
| 20   | Benito Guerra           |     |     | 5   |     |     |     |     | 10    |
| 20   | Karl Kruuda             |     |     |     | 5   |     |     |     | 10    |
| 20   | Burak Cukurova          |     |     |     |     | 5   |     |     | 10    |
| 23   | Enrico Brazzoli         | 6   |     |     |     |     |     | 11  | 8     |
| 24   | Jan Solans              |     |     |     | 12  | 6   | Rit |     | 8     |
| 25   | Filip Mareš             |     | 6   |     |     |     |     |     | 8     |
| 25   | Miguel Díaz-Aboitiz     | 7   |     |     |     |     |     |     | 6     |
| 25   | Raul Jeets              |     | 7   |     | Rit |     |     |     | 6     |
| 25   | Rainer Aus              |     |     |     | 7   |     |     |     | 6     |
| 25   | Alberto Battistolli     |     |     |     |     |     | 7   |     | 6     |
| 25   | Josh McErlean           |     |     |     |     |     |     | 7   | 6     |
| 31   | Michał Sołowow          |     | 8   |     |     |     |     |     | 4     |
| 31   | Sean Johnston           |     |     |     | 8   | Rit | Rit |     | 4     |
| 31   | "Pedro"                 | Rit |     |     |     | 8   | Rit |     | 4     |
| 31   | Luciano Cobbe           |     |     |     |     |     | 8   |     | 4     |
| 31   | Cédric De Cecco         |     |     |     |     |     |     | 8   | 4     |
| 36   | Paulo Nobre             | 9   |     |     | Rit |     |     |     | 2     |
| 36   | Joakim Roman            |     | 9   |     |     |     |     |     | 2     |
| 36   | Giacomo Ogliari         |     |     |     |     |     |     | 9   | 2     |
| 39   | Priit Koik              |     |     |     | 10  |     |     |     | 1     |
| Pos. | Pilota                  | MON | SVE | MES | EST | TUR | SAR | MNZ | Punti |

| Colore  | Risultato                |
| ------- | ------------------------ |
| Oro     | Vincitore                |
| Argento | 2º posto                 |
| Bronzo  | 3º posto                 |
| Verde   | Finito a punti           |
| Blu     | Finito senza punti       |
| Blu     | Non classificato (NC)    |
| Viola   | Ritirato (Rit)           |
| Nero    | Squalificato (SQ)        |
| Nero    | Escluso (ES)             |
| Bianco  | Non ha gareggiato        |
| Bianco  | Iscrizione ritirata (WD) |
| Bianco  | Non partito (NP)         |
| Bianco  | Gara cancellata (C)      |

#### Classifica copiloti
| Pos. | Pilota                   | MON | SVE | MES | EST | TUR | SAR | MNZ | Punti |
| ---- | ------------------------ | --- | --- | --- | --- | --- | --- | --- | ----- |
| 1    | Mikko Lukka              |     | 1   |     | 2   |     | 1   | 3   | 83    |
| 2    | Maciej Szczepaniak       |     |     | 4   | Rit | 1   | 2   | 5   | 65    |
| 3    | Aaron Johnston           |     | 5   | Rit | 1   |     | 6   | 2   | 61    |
| 4    | Marcelo Der Ohannesian   |     |     |     | 4   | 2   | 3   | 6   | 53    |
| 5    | Marc Martí               |     |     | 3   |     | 4   | 5   |     | 37    |
| 6    | Mikael Korhonen          |     | 2   |     |     |     |     | 4   | 30    |
| 7    | Yannick Roche            | 2   |     |     | 6   |     | 9   |     | 28    |
| 7    | François-Xavier Buresi   | 1   |     |     |     |     | Rit |     | 25    |
| 7    | Giovanni Bernacchini     |     |     | 1   |     |     |     |     | 25    |
| 7    | Anders Jæger             |     |     |     |     |     |     | 1   | 25    |
| 11   | Ruben Garcia             |     |     | 2   | Rit | 7   | 10  |     | 25    |
| 12   | Guido D'Amore            | 8   |     |     |     |     | 4   | Rit | 16    |
| 13   | Benjamin Boulloud        | 3   |     |     |     |     |     |     | 15    |
| 13   | Stig Rune Skjærmoen      |     | 3   |     |     |     |     |     | 15    |
| 13   | Silver Simm              |     |     |     | 3   |     |     |     | 15    |
| 13   | Onur Vatansever          |     |     |     |     | 3   |     |     | 15    |
| 17   | Benoît Fulcrand          | 4   |     |     | 9   |     | 11  | 10  | 15    |
| 18   | Miikka Anttila           |     | 4   |     |     |     |     |     | 12    |
| 19   | Louis Louka              | 5   |     |     | 11  |     |     | Rit | 10    |
| 20   | Daniel Cué               |     |     | 5   |     |     |     |     | 10    |
| 20   | Dale Moscatt             |     |     |     | 5   |     |     |     | 10    |
| 20   | Burak Akcay              |     |     |     |     | 5   |     |     | 10    |
| 23   | Maurizio Barone          | 6   |     |     |     |     |     | 11  | 8     |
| 24   | Mauro Barreiro           |     |     |     | 12  | 6   | Rit |     | 8     |
| 25   | Jan Hloušek              |     | 6   |     |     |     |     |     | 8     |
| 26   | Diego Sanjuan de Eusebio | 7   |     |     |     |     |     |     | 6     |
| 26   | Andrus Toom              |     | 7   |     | Rit |     |     |     | 6     |
| 26   | Simo Koskinen            |     |     |     | 7   |     |     |     | 6     |
| 26   | Simone Scattolin         |     |     |     |     |     | 7   |     | 6     |
| 26   | Keaton Williams          |     |     |     |     |     |     | 7   | 6     |
| 31   | Maciej Baran             |     | 8   |     |     |     |     |     | 4     |
| 31   | Alexander Kihurani       |     |     |     | 8   | Rit | Rit |     | 4     |
| 31   | Emanuele Baldaccini      | Rit |     |     |     | 8   | Rit |     | 4     |
| 31   | Fabio Turco              |     |     |     |     |     | 8   |     | 4     |
| 31   | Jérôme Humblet           |     |     |     |     |     |     | 8   | 4     |
| 36   | Gabriel Morales          | 9   |     |     | Rit |     |     |     | 2     |
| 36   | Alexander Glavsjö Holm   |     | 9   |     |     |     |     |     | 2     |
| 36   | Giacomo Ciucci           |     |     |     |     |     |     | 9   | 2     |
| 39   | Alari-Uku Heldna         |     |     |     | 10  |     |     |     | 1     |
| Pos. | Pilota                   | MON | SVE | MES | EST | TUR | SAR | MNZ | Punti |

| Colore  | Risultato                |
| ------- | ------------------------ |
| Oro     | Vincitore                |
| Argento | 2º posto                 |
| Bronzo  | 3º posto                 |
| Verde   | Finito a punti           |
| Blu     | Finito senza punti       |
| Blu     | Non classificato (NC)    |
| Viola   | Ritirato (Rit)           |
| Nero    | Squalificato (SQ)        |
| Nero    | Escluso (ES)             |
| Bianco  | Non ha gareggiato        |
| Bianco  | Iscrizione ritirata (WD) |
| Bianco  | Non partito (NP)         |
| Bianco  | Gara cancellata (C)      |

### Classifiche Junior WRC
Per il JWRC vale lo stesso sistema di punteggio degli altri campionati con l'aggiunta che ogni equipaggio totalizzerà un punto in più per ogni prova speciale vinta. La serie era stata ridotta da cinque a quattro appuntamenti in quanto il rally di Gran Bretagna, previsto inizialmente come ultima gara, è stato annullato a causa della pandemia da COVID-19; l'appuntamento finale in Sardegna avrebbe avuto un coefficiente di 1,5 (anziché di 2 come previsto a inizio campionato) per l'assegnazione del punteggio purché i contendenti avessero disputato almeno due eventi in stagione. In seguito all'annullamento del rally di Germania la serie era ridotta a tre gare ma a fine settembre venne riportata a quattro inserendo nel programma anche il Rally di Ypres, che divenne quindi l'ultima gara stagionale ed ereditò dal rally di Sardegna il coefficiente di 1,5. Il 30 ottobre, infine, il rally di Ypres venne annullato e il suo posto venne preso dal Rally di Monza.
I punti per la posizione finale in ogni appuntamento vengono assegnati tenendo in considerazione soltanto i migliori tre risultati ottenuti, regola non valida invece per quelli conquistati a seguito delle speciali vinte, accumulabili in tutti e quattro gli eventi.

#### Classifica piloti
| Pos. | Pilota            | SVE | EST  | SAR | MNZ  | Punti |
| ---- | ----------------- | --- | ---- | --- | ---- | ----- |
| 1    | Tom Kristensson   | 13  | Rit1 | 14  | 15   | 100,5 |
| 2    | Sami Pajari       | 41  | 28   | 5   | 4    | 76    |
| 3    | Mārtiņš Sesks     | 21  | 13   | 36  | Rit1 | 69    |
| 4    | Fabrizio Zaldivar | 6   | 6    | 2   | 2    | 61    |
| 5    | Ruairi Bell       | 7   | 4    | Rit | 32   | 42,5  |
| 6    | Marco Pollara     | 10  | 5    | 6   |      | 19    |
| 7    | Ken Torn          | 3   | Rit3 |     |      | 18    |
| 8    | Enrico Oldrati    | 11  | 7    | 4   |      | 18    |
| 9    | Robert Virves     |     | 32   |     |      | 17    |
| 10   | Raul Badiu        | 52  | 8    |     |      | 16    |
| 11   | Pontus Lönnström  | 82  | Rit  |     |      | 6     |
| 12   | Lauri Joona       | 9   |      |     |      | 2     |

#### Classifica copiloti
| Pos. | Copilota          | SVE | EST  | SAR | MNZ  | Punti |
| ---- | ----------------- | --- | ---- | --- | ---- | ----- |
| 1    | Joakim Sjöberg    | 13  | Rit1 | 14  | 15   | 100,5 |
| 2    | Marko Salminen    | 41  | 28   | 5   | 4    | 76    |
| 3    | Renars Francis    | 21  | 13   | 36  | Rit1 | 69    |
| 4    | Fernando Mussano  | 6   | 6    | 2   |      | 34    |
| 5    | Darren Garrod     | 7   |      | Rit | 32   | 30,5  |
| 6    | Maurizio Messina  | 10  | 5    | 6   |      | 19    |
| 7    | Rogelio Peñate    |     |      |     | 2    | 18    |
| 8    | Kauri Pannas      | 3   | Rit3 |     |      | 18    |
| 9    | Elia De Guio      | 11  | 7    | 4   |      | 18    |
| 10   | Sander Pruul      |     | 32   |     |      | 17    |
| 11   | Gabriel Lazăr     | 52  | 8    |     |      | 16    |
| 12   | Matt Edwards      |     | 4    |     |      | 12    |
| 13   | Stefan Gustavsson | 82  | Rit  |     |      | 6     |
| 14   | Ari Koponen       | 9   |      |     |      | 2     |

| \| Colore \| Risultato \| \| ------- \| ------------------------ \| \| Oro \| Vincitore \| \| Argento \| 2º posto \| \| Bronzo \| 3º posto \| \| Verde \| Finito a punti \| \| Blu \| Finito senza punti \| \| Blu \| Non classificato (NC) \| \| Viola \| Ritirato (Rit) \| \| Nero \| Squalificato (SQ) \| \| Nero \| Escluso (ES) \| \| Bianco \| Non ha gareggiato \| \| Bianco \| Iscrizione ritirata (WD) \| \| Bianco \| Non partito (NP) \| \| Bianco \| Gara cancellata (C) \| Note: x – Indica gli ulteriori punti conquistati in base al numero di prove speciali vinte. |                          |
| Colore | Risultato                |
| Oro | Vincitore                |
| Argento | 2º posto                 |
| Bronzo | 3º posto                 |
| Verde | Finito a punti           |
| Blu | Finito senza punti       |
| Blu | Non classificato (NC)    |
| Viola | Ritirato (Rit)           |
| Nero | Squalificato (SQ)        |
| Nero | Escluso (ES)             |
| Bianco | Non ha gareggiato        |
| Bianco | Iscrizione ritirata (WD) |
| Bianco | Non partito (NP)         |
| Bianco | Gara cancellata (C)      |